# آرمن هاکوبیان (بازیکن فوتبال)
آرمن هاکوبیان (اوکراینی: Армен Акопян؛ زادهٔ ۱۵ ژانویهٔ ۱۹۸۰) بازیکن فوتبال ارمنی‌تبار اهل اوکراین است.

## باشگاهی
از باشگاه‌هایی که در آن بازی کرده‌است می‌توان به باشگاه فوتبال متالورگ دونتسک و باشگاه فوتبال کریفباس کریفیی ریه اشاره کرد.